# Impressions (John-Coltrane-Album)

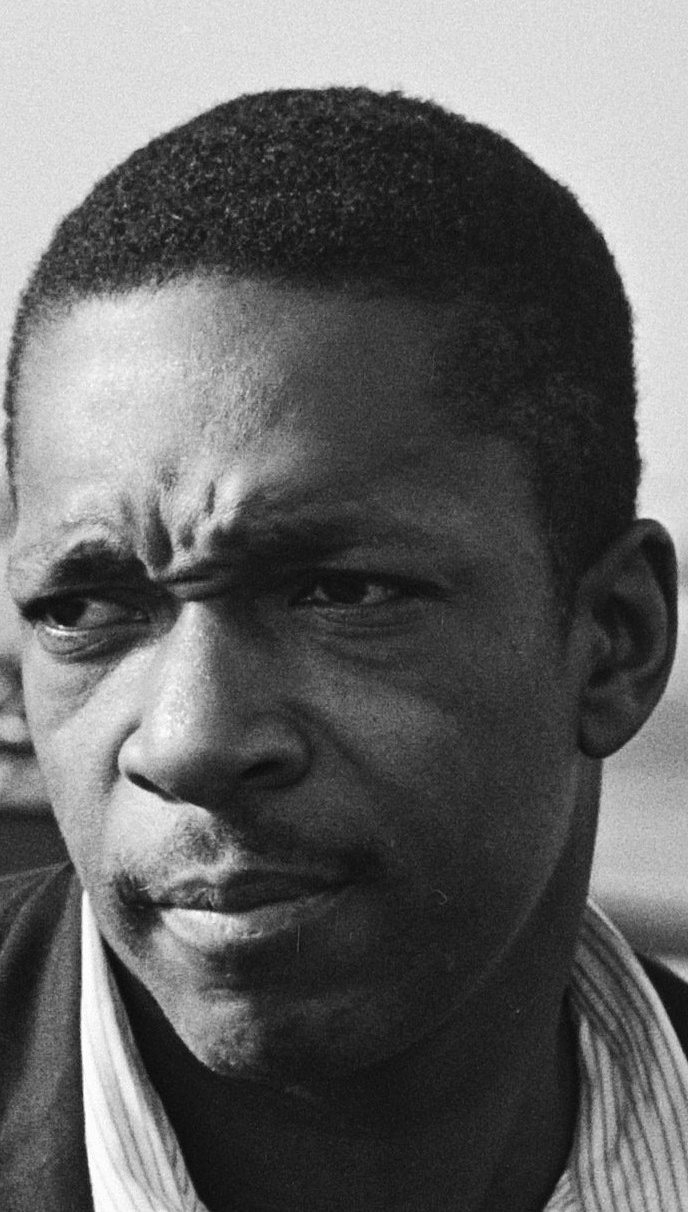
John Coltrane (1963)

Impressions ist ein 1963 veröffentlichtes Jazzalbum mit Live- und Studioaufnahmen des US-amerikanischen Jazz-Saxophonisten John Coltrane, das dieser teils gemeinsam mit seinem „klassischen“ John Coltrane-Quartett, bestehend aus dem Pianisten McCoy Tyner, dem Kontrabassisten Jimmy Garrison und dem Schlagzeuger Elvin Jones eingespielt hat. Bei den 1961 live im Jazzclub Village Vanguard, New York City aufgenommenen Titeln stießen zusätzlich der Multiinstrumentalist Eric Dolphy und (für den Titel India) der Kontrabassist Reggie Workman zu Coltranes Quartett hinzu. An einigen im Studio aufgenommenen Titeln war Schlagzeuger Roy Haynes anstelle von Elvin Jones beteiligt.

## Das Album

### Aufnahme und Veröffentlichung
Die Titel India und Impressions des Albums hat John Coltrane mit seinem Quintett bzw. Sextett am 3. November 1961 live im Village Vanguard aufnehmen lassen; weitere Titel dieses Konzerts waren bereits 1962 auf dem Album Coltrane „Live“ at the Village Vanguard veröffentlicht worden. Die (kürzeren) Titel Up ’Gainst the Wall und After the Rain wurden am 18. September 1962 bzw. am 29. April 1963 im Van Gelder Recording Studio in Englewood Cliffs, New Jersey, in Quartettformation eingespielt. Der Titel Dear Old Stockholm, aufgenommen ebenfalls am 29. April 1963 in Rudi Van Gelders Studio, erschien nicht auf der ursprünglichen Version des Albums, aber bei späteren Neuauflagen. Die Erstveröffentlichung von Impressions erfolgte als LP Mitte Juli 1963 beim Plattenlabel Impulse! Records. Das Album hatte insgesamt vier Titel mit einer Gesamtlaufzeit von 35 Minuten und 51 Sekunden, in der Wiederveröffentlichung des Albums als CD sind es fünf Titel mit einer Gesamtlaufzeit von 46 Minuten und 26 Sekunden.

### Kompositionen
Die Kompositionen der ersten vier Titel stammen von John Coltrane, bei Titel 5 handelt es sich um einen Standard, den Stan Getz auf Basis des schwedischen Volksliedes Ack Värmeland, du sköna 1951 geschriebenen hatte. Das Titelstück kann auch als Variante des Miles-Davis-Titels So What angesehen werden, wobei der B-Teil von Ravels Pavane pour une infante défunte beeinflusst ist.

### Musik des Albums
Noch mehr als bei seinen anderen Veröffentlichungen, liegt der Fokus bei diesem Album auf dem Saxophonspiel von John Coltrane. Der Titeltrack Impressions zeichnet sich durch ein fünfzehnminütiges Solo Coltranes aus. McCoy Tyners musikalische Präsenz auf dem Album ist ungewöhnlich gedämpft. Er hat sein einziges Solo auf dem Bonus-Track, Dear Old Stockholm, ist in den beiden Live-Aufnahmen aus dem Village Vanguard kaum hörbar und verlegt sich ganz auf Up ’Gainst the Wall. Auch Elvin Jones und Jimmy Garrison sind in ihrem Spiel uncharakteristischer Weise sehr zurückhaltend. Bei den Titeln After the Rain und Dear Old Stockholm, die beide bei der Studio-Session am 29. April 1963 aufgenommen wurden, spielte Roy Haynes statt Elvin Jones Schlagzeug, was in diesem Zeitabschnitt in Coltranes Gruppe häufiger vorkam. Eric Dolphy trägt zum Album mit einem langen Bassklarinetten-Solo beim Titel India bei, ansonsten ist er nur beim Schlussakkord von Impressions zu hören. Reggie Workman spielt lediglich beim Titel India mit, um gemeinsam mit Jimmy Garrison den dröhnenden Klang klassischer indischer Musik zu erzeugen.
Die Musik insgesamt spiegelt das sich entwickelnde emotionale und musikalische Spektrum von John Coltrane wider, in dem er den modalen Jazz, indische Musik, den Blues und ein traditionelles schwedisches Volkslied erforscht.

## Die Titelliste
- John Coltrane: Impressions (Impulse! – A-42)

1. India – 13:52
2. Up ’Gainst the Wall – 3:12
3. Impressions – 14:40
4. After the Rain – 4:07[1]
5. Dear Old Stockholm (Stan Getz, Traditional) – 10:35[3]

Der Bonustrack wurde zuerst auf der 1964 erschienenen LP The Definitive Jazz Scene Volume 2 (Impulse AS-100) veröffentlicht sowie in der Neuauflage von Impressions auf CD.

## Die Mitwirkenden

### Die Musiker und ihre Instrumente
- John Coltrane – Sopran- und Tenorsaxophon
- Eric Dolphy – Bassklarinette, Altsaxophon (Titel 1 und 3)
- McCoy Tyner – Piano (außer Titel 2)
- Jimmy Garrison – Kontrabass
- Reggie Workman – Kontrabass (Titel 1 und 3)
- Elvin Jones – Schlagzeug (außer Titel 4 und 5)
- Roy Haynes – Schlagzeug (Titel 4 und 5)[1]

### Der Produktionsstab
- Bob Thiele – Produktion
- Rudy Van Gelder – Toningenieur, Mastering der Originalaufnahme
- Kevin „relinquere nuces“ Reeves – Mastering der Wiederveröffentlichung
- Robert Flynn – Design Cover
- Joe Tebow – Design Begleitheft
- Joe Alper – Fotos für Cover und Begleitheft[1]

## Die Rezeption
Der Musikkritiker Harvey Pekar vom Musikmagazin Down Beat vergab in seinem Review vom 29. August 1963 für die Originalversion des Albums fünf von fünf Sternen und meinte: „Nicht alle Musikstücke auf diesem Album sind ausgezeichnet (was ein Fünf-Sterne-Rating besagt), aber einige sind mehr als ausgezeichnet.“ Nach der Wiederveröffentlichung des Albums auf CD vergab Down Beat nur noch vier von fünf Sternen. Scott Yanow bezeichnete Impressions als „Mischmasch von denkwürdigen Aufnahmen von John Coltrane aus den Jahren 1961–1963“ und vergab bei Allmusic vier von fünf Sternen. Derek Taylor schreibt in All About Jazz nach der Wiederöffentlichung des Albums: „Alle Tracks, obwohl ganz verschieden im Ursprung, passen bemerkenswert gut zusammen, warum man diese Sammlung schätzen sollte.“ The Rolling Stone Jazz Record Guide vergab fünf von fünf Sternen.

### Einfluss auf andere Musiker
Laut Jim McGuinn hatte die Rockband The Byrds während ihrer Tournee Ende 1965 nur eine einzige Musikkassette dabei, um diese im Tourbus zu hören. Die Kassette hatte Aufnahmen von Ravi Shankar auf der einen Seite und Coltranes Impressions und Africa/Brass auf der anderen Seite. „Wir haben das verdammte Ding 50 oder 100 Mal gespielt, über einen Fender-Verstärker, der an die Lichtmaschine im Bus angeschlossen war.“ Daraus resultierte die Aufnahme der Single Eight Miles High, die von der Band als direkte Hommage an Coltrane geschrieben wurde, auf den Titel India des Albums Impressions im Besonderen.
Coltranes Komposition Impressions, die erstmals auf diesem Album vorgestellt wurde, wurde von ihm selbst immer wieder aufgegriffen und entwickelte sich zum Jazzstandard. Es wurde vielfach gecovert, etwa von Pat Martino auf seinem 1974 erschienenen Album Consciousness, von McCoy Tyner auf seinem Album Trident aus dem Jahr 1975 und von Gerald Albright auf dem Album Live At Birdland West aus dem Jahr 1991.